# Agalmyla dentatisepala
Agalmyla dentatisepala là một loài thực vật có hoa trong họ Tai voi. Loài này được Hilliard & B.L.Burtt mô tả khoa học đầu tiên năm 2002.